# Ouyang Xiaofang
Ouyang Xiaofang (en chino: 歐陽曉芳; 5 de abril de 1982) es una deportista china que compitió en halterofilia. Ganó tres medallas en el Campeonato Mundial de Halterofilia entre los años 2006 y 2011.

## Palmarés internacional
| Campeonato Mundial | Campeonato Mundial              | Campeonato Mundial | Campeonato Mundial |
| Año                | Lugar                           | Medalla            | Categoría          |
| ------------------ | ------------------------------- | ------------------ | ------------------ |
| 2006               | Santo Domingo (Rep. Dominicana) | Medalla de oro     | 63 kg              |
| 2010               | Antalya (Turquía)               | Medalla de bronce  | 63 kg              |
| 2011               | París (Francia)                 | Medalla de bronce  | 63 kg              |